# Thomas Klingebiel
Thomas Klingebiel (* 1955) ist ein deutscher Historiker.

## Werdegang
Klingebiel studierte Geschichte und Evangelische Theologie. Die Promotion erfolgte 1989, die Habilitation 2001. Er forschte und lehrte an der Georg-August-Universität Göttingen, zunächst als Wissenschaftlicher Assistent, später als Privatdozent. Sein Arbeitsgebiet ist die Geschichte Niedersachsens mit besonderem Akzent auf der Kirchen-, Staats- und Militärgeschichte der Frühen Neuzeit. 2017 veröffentlichte Klingebiel eine Biographie von Jägermeister-Gründer Curt Mast.

## Publikationen (Auswahl)
- Weserfranzosen. Studien zur Geschichte der Hugenottengemeinschaft in Hameln (1690–1757), Vandenhoeck & Ruprecht, Göttingen 1992, ISBN 3-525-55237-8.
- Die Hildesheimer Reformation des Jahres 1542 und die Stadtgeschichte. Eine Ortsbestimmung. In: Hildesheimer Jahrbuch für Stadt und Stift Hildesheim 63 (1993), S. 59–84.
- Ein Stand für sich? Lokale Amtsträger in der Frühen Neuzeit. Untersuchungen zur Staatsbildung und Gesellschaftsentwicklung im Hochstift Hildesheim und im älteren Fürstentum Wolfenbüttel (= Veröffentlichungen der Historischen Kommission für Niedersachsen und Bremen 207), Hahn, Hannover 2002, ISBN 3-7752-6007-2.
- Die Landtagsabschiede des Hochstifts Hildesheim 1573–1688 (= Veröffentlichungen der Historischen Kommission für Niedersachsen und Bremen 234), Hahn, Hannover 2006, ISBN 3-7752-6034-X.
- mit Walther Mediger: Herzog Ferdinand von Braunschweig-Lüneburg und die alliierte Armee im Siebenjährigen Krieg (= Quellen und Darstellungen zur Geschichte Niedersachsens 129), Hahn, Hannover 2011, ISBN 3-7752-5930-9.
- Curt Mast. Ein Unternehmer in der Politik, Wallstein, Göttingen 2017, ISBN 978-3-8353-3056-6.
- Feldherren der Aufklärung. Ferdinand von Braunschweig und Friedrich der Große (= Quellen und Forschungen zur braunschweigischen Landesgeschichte 58), Appelhans, Braunschweig 2022, ISBN 978-3-944939-46-9.